# 217-й гвардейский парашютно-десантный полк
217-й гвардейский парашютно-десантный Ивановский ордена Кутузова полк (сокр. 217 пдп, в/ч 62295) — тактическое формирование Воздушно-десантных войск Российской Федерации. Находится в составе 98-й гвардейской воздушно-десантной дивизии.
Полк дислоцируется в городе Иваново Ивановской области.

## История
Свою историю полк ведёт с 1 октября 1948 года, когда в селе Галёнки Молотовского района Приморского края на базе 2-го батальона 296-го гвардейского парашютно-десантного полка 98-й гвардейской воздушно-десантной дивизии был сформирован 217-й гвардейский десантный полк, который вошёл в состав 13-й гвардейской воздушно-десантной дивизии 37-го гвардейского Свирского воздушно-десантного Краснознамённого корпуса.
11 февраля 1949 года в связи с изменением боевого применения ВДВ полк был переименован из посадочно-десантного в парашютно-десантный полк. А 20 февраля этого же года на основании Указа Президиума Верховного Совета СССР 217-му гвардейскому парашютно-десантному полку было вручено Боевое знамя.
В советское время полк базировался в Украинской ССР в городе Болград (Одесская область) и после распада СССР выведен в город Иваново.
13 августа 2015 года Указом Президента Российской Федерации полку присвоено почётное наименование «Ивановский».
В 2022 году подразделения полка участвовали в полномасштабном вторжении РФ в Украину. В июле 2022 в Херсонской области погиб командир полка подполковник Иван Поздеев.

Ротное тактическое учение 217-го гв. парашютно-десантного полка на полигоне Песочное в Ярославской области. 12 января 2021 года.
- Нарукавный шеврон 217-го гвардейского парашютно-десантного полка.

## Состав
- 1-й парашютно-десантный батальон
- 2-й парашютно-десантный батальон
- 3-й парашютно-десантный батальон
- самоходный артиллерийский дивизион
- противотанковая батарея
- зенитная ракетная батарея
- разведывательная рота
- инженерно-сапёрная рота
- рота связи
- рота десантного обеспечения
- рота материального обеспечения
- ремонтная рота
- взвод РХБЗ
- комендантский взвод
- медицинская рота
- оркестр

## Командиры
- гвардии полковник Глушенков, Дмитрий Валерьевич (2006—2010)[5]
- гвардии полковник Аксёнов Алексей Николаевич (2010—2013)[5]
- гвардии полковник Суховецкий Андрей Александрович (2013—2014)[5]
- гвардии полковник Тонких, Евгений Николаевич (2014—2016)[5]
- гвардии полковник Карасёв Сергей Павлович (2017—2019)[5]
- гвардии полковник Юдин Александр Юрьевич (2019—2021)[5]
- гвардии подполковник Дроздов Виктор Васильевич (2021—2022)
- гвардии подполковник Поздеев Иван Владимирович (апрель — июль 2022) †[5]